# Carneia
Pour les articles homonymes, voir Karneia.
Carneia est un groupe belge de metal alternatif.

## Histoire
Le groupe est formé en 2008 et comprend des membres issus des groupes King Hiss et MIAVA. Leur premier album studio, intitulé White Coma Light, sort la même année en 2008, dans lequel « ils se rapprochent indéniablement de Tool ou du début des années '90 ». Leur deuxième album, All Tongues of Babel, sort en 2013, suivi trois ans plus tard par l'album Symmetry of Mind en 2016. En 2019, ils annoncent et publient leur quatrième album, Voices of the Void,,,.
Ils ont participé à plusieurs festivals comme le Grensrock et Alcatraz Metal Festival.

## Discographie

### Albums studio
- 2008 : White Coma Light (Offerandum Records)
- 2013 : All Tongues of Babel
- 2016 : Symmetry of Mind (ConSouling Agency)
- 2019 : Voices of the Void